# Цусіма (острів)
Цусіма (яп. 対馬, つしま) — острів у Японському морі, розташований між Цусімською і Корейською протоками. Належить префектурі Нагасакі, Японія. Є шостим за величиною островом Японського архіпелагу і найбільшим островом префектури Нагасакі.
Острів складається з головного острова Цусіма, а також понад сто дрібних островів і скель. Останні є окремими островами, однак їх як правило узагальнюють разом із головним островом під назвою «острів Цусіма».
Адміністративним центром острова є місто Цушіма, утворене у 2004 році шляхом злиття семи містечок острова.

## Історія
З VII століття по 1872 рік Цусіма була самодостатньою адміністративною одиницею — провінцією. Вона відігравала роль японського «вікна» в Корею, через яке до Японії потрапляли економічні та культурні ноу-хау материка. У 1905 році поблизу острова відбулась велика морська битва між флотами Імператорської Японської і Російської імперії, в якій останній зазнав нищівної поразки.

## Географія

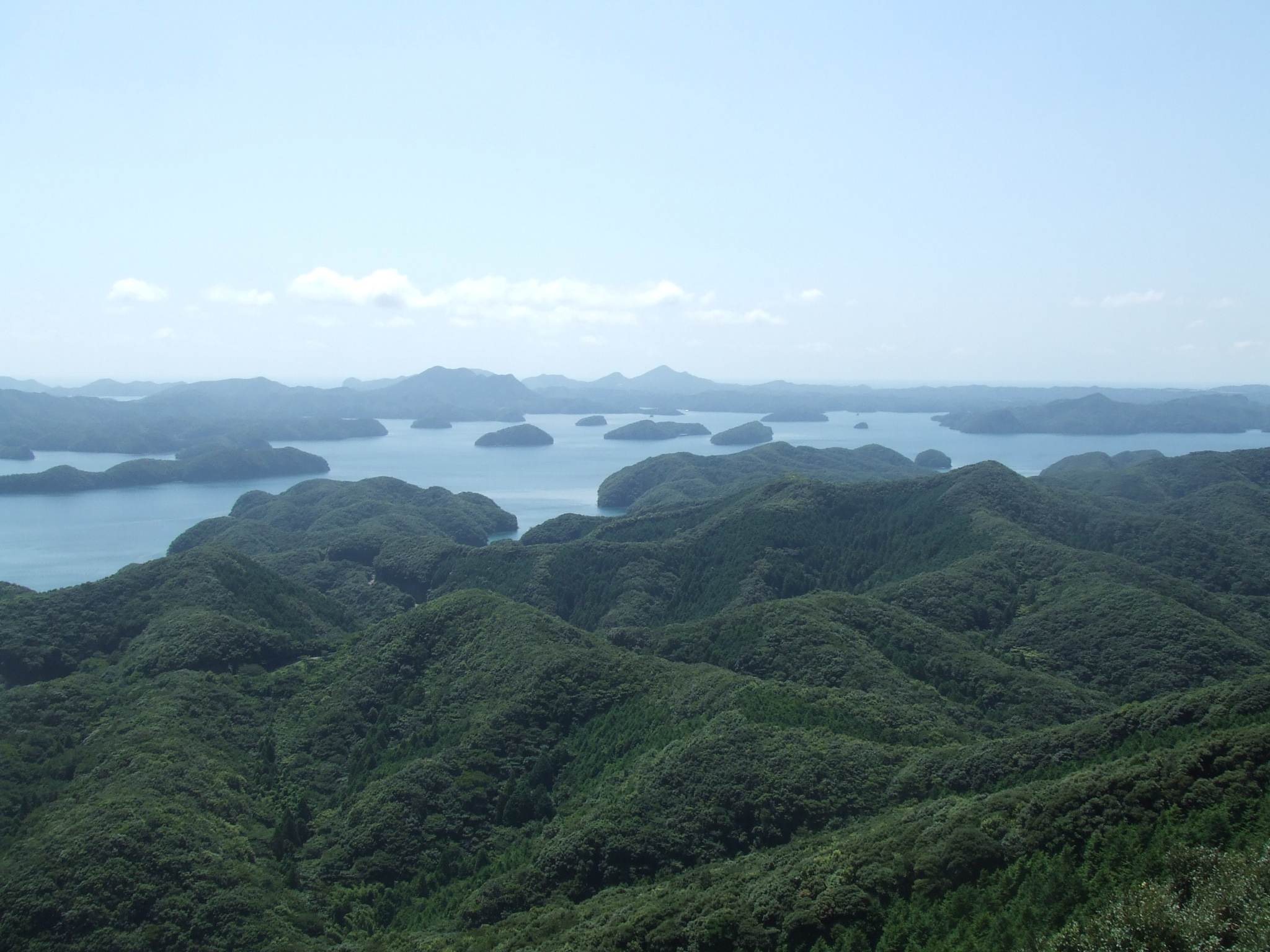
Краєвиди затоки Асо на сході острова Цусіма.

Острів Цусіма розташований в морі Ґенкай, південній частині Японського моря. Він віддалений на північний захід від острова Кюсю на 132 км і на південний схід від Корейського півострова на 49 км. Зі сходу Цусіма омивається Корейською протокою, а з заходу — Цусімською.
Площа Цусіми без урахування дрібних островів становить 696,10 км², а разом із дрібними островами — 708,5 км². Довжина Цусіми з півночі на південь дорівнює 82 км, а ширина з заходу на схід — 18 км.
Цусіма складається з головного острова Цусіма, що має витягнуту з півночі на південь форму, а також сотні дрібних острівців та скель. Своєю чергою, головний острів поділяється на «верхній острів» Камінодзіма та «нижній острів» Сімонодзіма. З сотні островів заселеними є лише шість: головний острів, острови Хаку, Ака, Оніносіма, Торіяма й Уні. Усі вони, за винятком останнього, сполучаються штучними перешийками або мостами.
Берегова лінія Цусіми скеляста, сильно порізана і утворює численні ріаси. Виняток становлять частина східного узбережжя та західний берег «нижнього острова». Протяжність берегової лінії — 915 км. Особливо складні обриси мають центральні та північні береги. З заходу Цусіми розташована затока Асо, а зі сходу — затока Міура. Зокрема, Асо має ріасові береги, багаті на природні порти і чудові пейзажі, зі скелями 100 м висоти.
Рельєф Цусіми гористий і скелястий, непридатний для сільського господарства і транспорту. 89 % площі острова покрита лісом. Ця ландшафтна особливість віками змушувала місцевих жителів вести активну торгівлю з Кюсю і Кореєю, а в голодні роки вдаватися до піратства.
Більшість високих гір Цусіми знаходяться на «нижньому острові»:
| Ятате    | (矢立山) | — 648,5 м |
| Татера   | (龍良山) | — 558,5 м |
| Аріаке   | (有明山) | — 558,2 м |
| Сіратаке | (白嶽)   | — 515,3 м |

На «верхньому острові» найбільшою вершиною є гора Мітаке (御嶽) — 457,8 м.
Клімат на Цусімі морський вологий субтропічний. Завдяки впливу теплої Цусімської течії, календарний рік на острові відносно теплий, з великою кількістю опадів. Середня річна температура повітря становить 15,5 °C, а середня кількість опадів — 2132,6 мм.

## У сучасній культурі
Гра для PlayStation 4 2020 року Привид Цушіми розповідає про події, що відбувалися на острові під час монгольських вторгнень до Японії 1274 року.